# (694) Ekard
(694) Ekard est un astéroïde de la ceinture principale découvert le 7 novembre 1909 par l'astronome américain Joel Metcalf. Sa désignation provisoire était 1909 JA.